# Napaskiak (Alasca)
Napaskiak é uma cidade localizada no estado americano de Alasca, no Condado de Berrien.

## Demografia
Segundo o censo americano de 2000, a sua população era de 390 habitantes.
Em 2006, foi estimada uma população de 393, um aumento de 3 (0.8%).

## Geografia
De acordo com o United States Census Bureau, a localidade tem uma área de 9,9 km², dos quais 9,0 km² cobertos por terra e 0,9 km² cobertos por água.

## Localidades na vizinhança
O diagrama seguinte representa as localidades num raio de 40 km ao redor de Napaskiak.